# Chang Ch'ung-ho
Chang Ch'ung-ho O Zhang Chonghe (chino: en chino tradicional, 張充和; 17 de mayo de 1914 – 17 de junio de 2015) también conocida por su nombre de casada Ch'ung-ho Frankel, fue una poeta china-estadounidense, calígrafa, educadora y cantante de ópera Kunqu. Fue aclamada como "la última mujer talentosa de la República de China" (民國最後一位才女).

## Vida y carrera
Chang Ch'ung-ho (Zhang Chonghe) nació en Shanghái en 1914, en su hogar ancestral en Hefei, Anhui. Su bisabuelo, Zhang Shusheng (張樹聲), fue un alto oficial militar en el Ejército Huai. Su padre, Zhang Wuling (張武齡), era educador. Su madre, Lu Ying (陸英), era ama de casa. Tenía seis hermanos y tres hermanas. Su hermana mayor, Chang Yuen-ho (張元和; 1907–2003), era una artista experta en Kunqu. Su segunda hermana, Chang Yun-ho (張允和; 1909–2002) también fue una cantante de Kunqu. Su tercera hermana, Chang Chao-ho (張兆和; 1910–2003) fue profesora y escritora, y la esposa del célebre novelista Shen Congwen.
A los 21 años, fue aceptada en la Universidad de Pekín. Después de graduarse, Chang Ch'ung-ho fue editora del diario Central Daily News.
En 1947, Chang conoció a Hans Fränkel en la Universidad de Pekín, casándose en noviembre de 1948, y se asentaron en EE. UU. en enero de 1949. Tuvieron una hija, Emma Fränkel (傅愛瑪) y un hijo, Ian Frankel. Ch'ung-ho enseñó en la Universidad Yale, en Harvard y en otras veinte universidades, enseñando cultura china tradicional.
Tras la Revolución Cultural, Chang visitó Suzhou en 1979.
En 1986, Chang Ch'ung-ho y su hermana Chang Yuen-ho asistieron a una performance teatral, conmemorando el 370.º aniversario de la muerte de Tang Xianzu en Pekín.
En el otoño de 2004, Chang Ch'ung-ho expuso pinturas en Pekín.
El 17 de junio de 2015, Chang Ch'ung-ho falleció en New Haven, Connecticut, a los 101 años.

## Obra
- Taohuayu (桃花魚) o Peach Blossom Fish

## Otras lecturas
- Calligraphy of Ch’ung-ho Chang Frankel: Selected Inscriptions. Oxford University Press. 2009.
- Four Sisters of Hofei: A History. Simon and Schuster. 2013. ISBN 978-1-4391-2587-8.